# Ирина Шмељова
Ирина Викторовна Шмељова (Кушва, 24. јануар 1961) совјетска је и руска позоришна и филмска глумица, почасни уметник Руске Федерације.
Рођена је 24. јануара 1961. године у граду Кушви, Свердловска област. Дипломирала је 1984. године и почела да ради у московском драмском позоришту “Николај Гогољ”. Године 1995, Ирина је награђена титулом почасног уметника Руске Федерације.
Године 1998. је емигрирала у САД. Радила је и на руској телевизији, где је била менаџер за односе с јавношћу.
Позната је по филмовима Битка за Москву (1985), Кин-џа-џа (1986), Замка за усамљене мушкарце (1990).